# Honoré Beaugrand
Pour les articles homonymes, voir Beaugrand.
Honoré Beaugrand, né le 24 mars 1848 à Saint-Joseph-de-Lanoraie et mort le 7 octobre 1906 à Montréal, est un journaliste, propriétaire de journaux, homme politique et écrivain canadien. Figure marquante du libéralisme radical dans la province de Québec de la fin du 19e siècle, républicain et anticlérical, il est notamment connu pour avoir été maire de Montréal de 1885 à 1887, auteur de La Chasse-galerie, paru en 1891, et fondateur du journal La Patrie.

## Biographie

### Enfance et formation

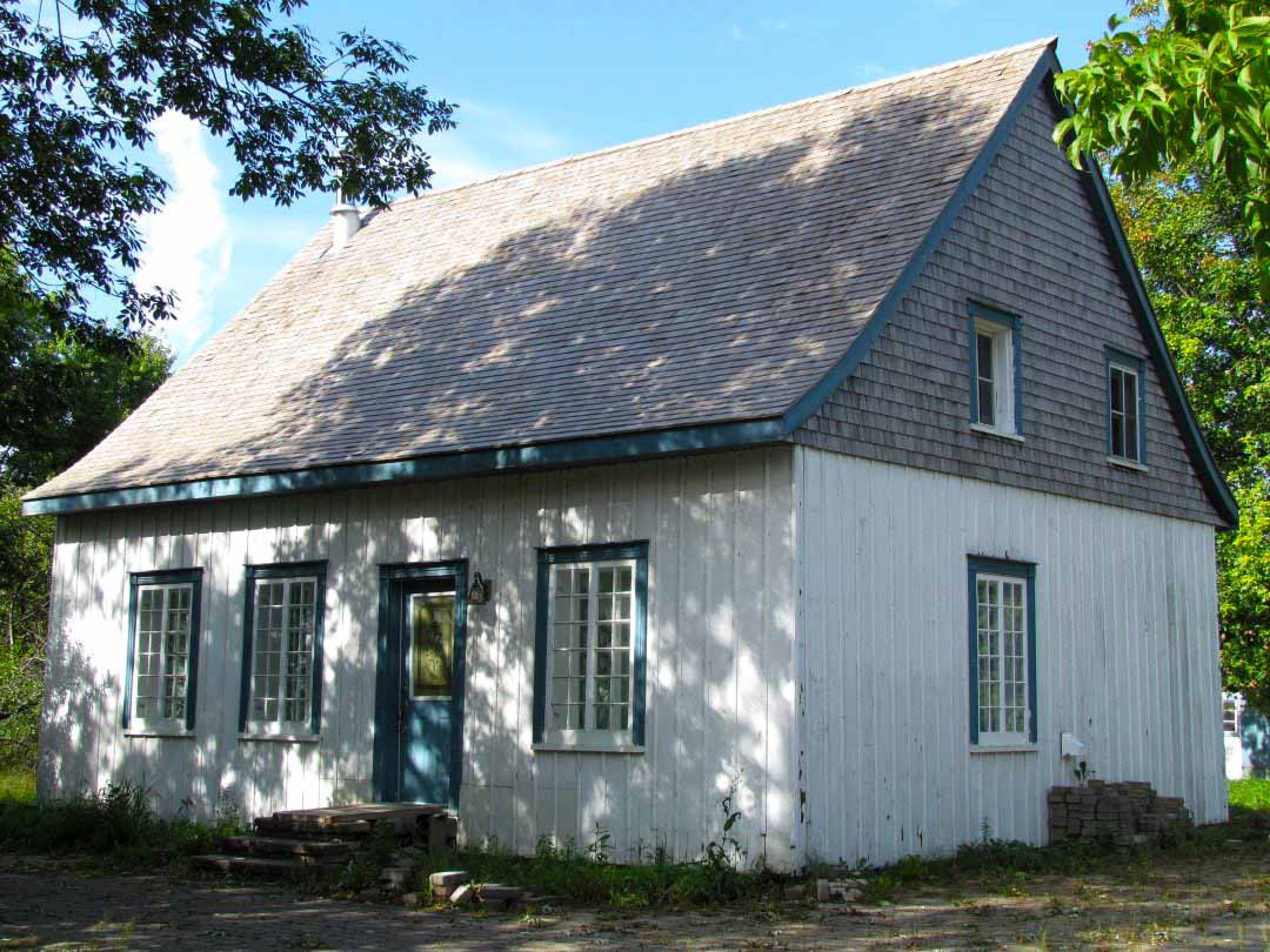
Datant de la fin du XVIIIe siècle, cette maison, toujours située à Lanoraie, a vu naître Honoré Beaugrand sur les bords du fleuve Saint-Laurent.

Honoré Beaugrand est le fils de Louis Beaugrand, dit Champagne, navigateur, et de Marie-Josephte (Joséphine) Marion. Il est né le 24 mars 1848 à Saint-Joseph-de-Lanoraie (aujourd'hui Lanoraie). Les Beaugrand compteront au total six enfants (3 garçons et 3 filles). 
Honoré grandit au sein d’une famille de notables francophiles, cultivés et politisés. Son père, son grand-père maternel (Louis Marion) et son parrain (Louis-G. Lafontaine) ont soutenu, lors des rébellions de 1837-1838, le Parti patriote. Ils adhèrent de plus tous au libéralisme radical des Rouges. En 1852, son père et son grand-père diffusent les idées de l’Institut canadien de Montréal à Lanoraie. Les liens de la famille avec ce qui deviendra le Parti libéral seront d’ailleurs toujours étroits.
Orphelin de mère à partir de 1856, il devient pensionnaire au collège de Joliette en 1859. Le biographe d'Honoré Beaugrand, Jean-Philippe Warren, précise qu’il y « fait une année de préparation (1859-1860), passe ensuite en éléments français (1860-1861), termine sa syntaxe française (1861-1862) et fait la première année du cours commercial en classe des belles-lettres (1862-1863) ».
Une fois ses études collégiales terminées, Honoré entre, le 14 avril 1863, chez les clercs de Saint-Viateur, un choix qui peut sembler d'abord surprenant étant donné les traditions libérales familiales. Il n’est pas, rappelle Warren, le seul jeune de sa génération qui succombe, pour une période plus ou moins brève, « au vent religieux qui souffle sur la province ». Par ailleurs, « son père, catholique pratiquant, n’a jamais été anticlérical et les idées plus progressistes des clercs de Saint-Viateur n’ont rien pour lui déplaire ». L'expérience sera toutefois brève : il quitte le noviciat à l’hiver 1864, avant de prononcer ses vœux.
Le contexte économique étant défavorable et n’ayant pas de formation spécialisée lui garantissant un emploi, la situation future d'Honoré s'annonce difficile. Il fréquente entre-temps l'Institut canadien de Montréal, où il est inspiré par les idées de Joseph Doutre. Il semble également, selon Warren, qu’il ait été pendant quelque temps matelot sur le Saint-Laurent à bord d’un des navires de son père.

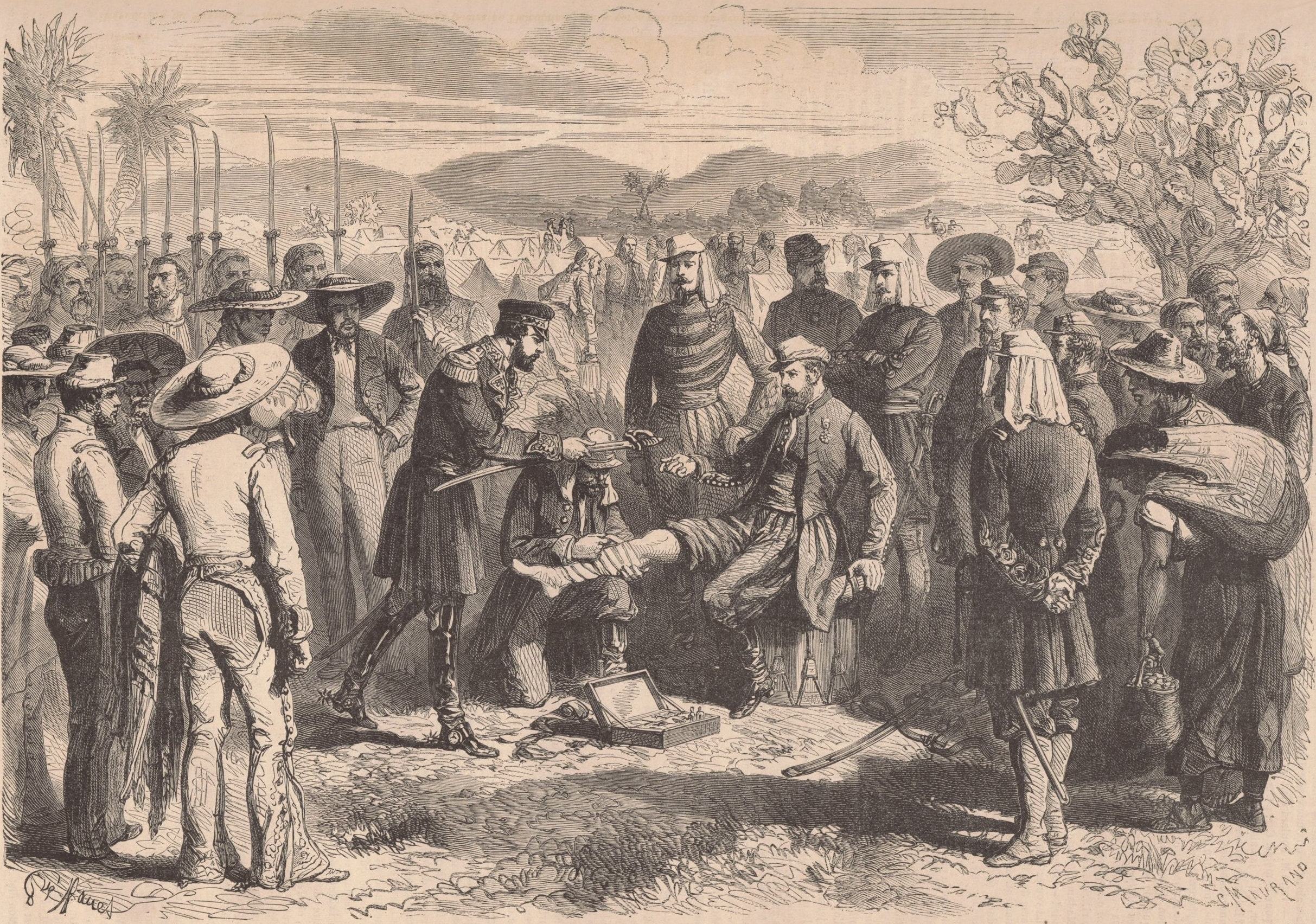
Beaugrand s'enrôle dans l'armée française au Mexique et prend part aux combats en 1866.

Une porte s'ouvre finalement à lui dans la milice canadienne. Il connaît bien ce secteur, plusieurs des membres de sa famille en ayant fait partie. Il s'inscrit à l’École militaire de Montréal à la fin juin ou au début juillet 1865. Admis comme soldat, il en sortira le 12 août 1865 avec un certificat lui permettant de commander un bataillon. Il sera ensuite intégré à une compagnie du 65e régiment, les Chasseurs canadiens, seul corps militaire francophone à Montréal. Les lacunes sur le plan de l'organisation ainsi que l'absence de défi exaltant le lassent assez rapidement de cette carrière. À cette étape de sa vie, le jeune Beaugrand se cherche avant tout « un champ de bataille ».

### Au Mexique avec Maximilien
C'est plus au sud qu'il le trouvera. Beaugrand part pour le Mexique au début d’octobre 1865, où il rejoint les forces militaires françaises placées sous le commandement du général Bazaine qui soutiennent l'empereur Maximilien. Pour le francophile qu'il est, rejoindre ce corps d'armée, c'est se battre pour la France. À Mexico, il sera accepté dans l’armée française comme soldat. Il montera par la suite rapidement en grade. Dès l’année suivante, Beaugrand est promu maréchal des logis dans la 2e compagnie montée de la contre-guérilla, une unité réputée pour ses méthodes particulièrement brutales. On sait ensuite peu de choses des combats auxquels il a pris part. Après que Napoléon III ait finalement décidé de se désengager de ce terrain, il se rend en France avec les détachements français envoyés au Mexique et débarque à Toulon en février ou en mars 1867. C'est la première fois qu'il met les pieds en France.

### Découverte de la France
Beaugrand séjourne neuf mois en France. On sait peu de choses de cette période si ce n'est qu'il  fréquente les salons, participe à la vie culturelle et élargit ses idées sociales et politiques. Selon le père Louis Le Jeune, il y aurait fait ses débuts dans le journalisme. Il y a également une hypothèse voulant qu'il aurait pu être matelot en Angleterre ou mousse à bord d'un vapeur transatlantique. Pour Warren, « [c]es informations sont discutables, bien que plausibles, au vu de ses expériences sur les navires de son père. »

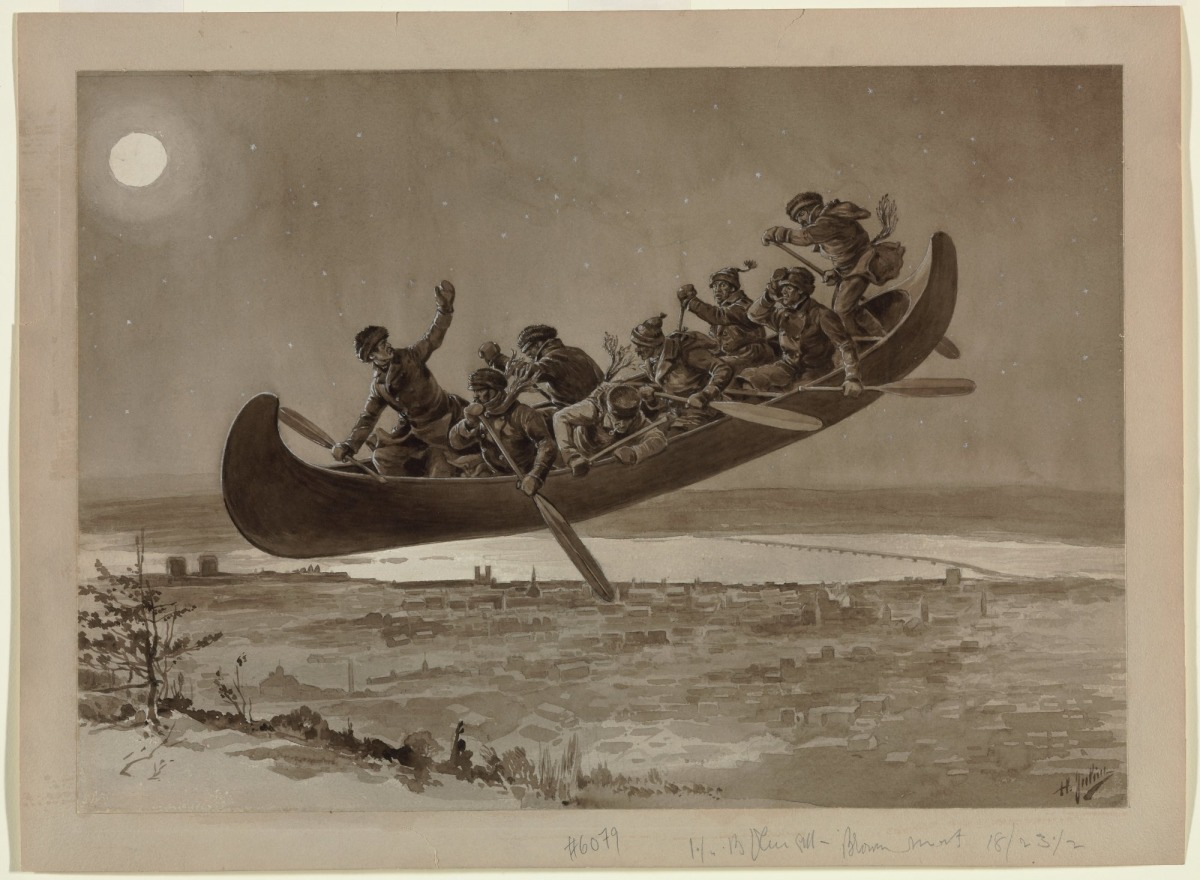
Henri Julien, La Chasse-galerie, 1906, musée national des beaux-arts du Québec.

### La Nouvelle-Orléans et le Mexique

#### La Nouvelle-Orléans
De retour en Amérique en décembre 1867, il choisit de s'établir aux États-Unis. Il aurait habité peu de temps à New York, où il aurait été employé comme commis. Ensuite, en 1868 et 1869, il séjourne quelques mois à La Nouvelle-Orléans. Il affirme y avoir exercé le métier de pelleteur de charbon, mais les sources indiquent qu'il y apprend les rudiments du métier de journaliste. Il aurait ainsi été employé à La Renaissance louisianaise ou à L’Abeille, deux publications francophones de La Nouvelle-Orléans.

#### Retour au Mexique
Après ce séjour de quelques mois à La Nouvelle-Orléans, Beaugrand reprend la route. En 1869, il est de retour au Mexique. Il y sera comptable-interprète au sein de la Compagnie du chemin de fer mexicain.

#### En Floride, dans la marine américaine
Puis, en juin 1870, il s’enrôle dans la marine américaine et est stationné à la base navale de Pensacola, au nord-ouest de la Floride, à proximité de Mobile et de La Nouvelle-Orléans. En août, il obtient le grade de caporal et, le 13 décembre de la même année, il est promu sergent. La mission des compagnies d’infanterie et d’artillerie dont il fait partie est de maintenir l’ordre parmi la population civile autour des bases navales de Pensacola, Key West et Dry Tortugas. Cette affectation routinière ne le satisfaisant pas, Beaugrand quitte la marine vers avril 1871, soit moins d'un an après s'être engagé.

### En Nouvelle-Angleterre

#### Fondation deL'Écho du Canada
À l’automne 1871, Beaugrand s'établit en Nouvelle-Angleterre. Il s'arrête d'abord à Philadelphie, où il exerce la profession de pâtissier. Dès le mois de juillet ou d’août de la même année, il déménage à Fall River, au Massachusetts, où il réside avec son frère Télésphore. La ville, à cette époque, compte 5 700 Canadiens français venus de la province de Québec, qui comptent déjà pour 14 % de la population totale. Très vite, il intègre la population franco-américaine, met sur pied des sociétés patriotiques (Association Montcalm en 1874) et culturelles et en fondant des journaux.
Après avoir exercé quelques petits métiers, dont celui de peintre en bâtiments, Beaugrand lance enfin, à l'été 1873, un projet qu'il caressait depuis longtemps : « établir à Fall River une feuille hebdomadaire, qui représenterait, ici, les intérêts de nos compatriotes émigrés, et qui travaillerait constamment à disséminer parmi eux les connaissances aujourd’hui si nécessaires à la réussite de toute entreprise ». Le 19 juillet paraît donc le premier numéro de L’Écho du Canada, un hebdomadaire de huit pages. Pour Warren, « le nom choisi trahit l’intention de son directeur [...], qui cherche à rapprocher les Canadiens français émigrés de leur famille et de leurs amis restés au pays. » De novembre 1874 à mai 1875, L’Écho du Canada a également une édition à Lowell.

#### Mariage
Le 5 octobre 1873, Honoré épouse Eliza Walker (1854-1934) à l’église méthodiste Saint-Paul de Fall River. Employée dans une filature, elle vient d’un milieu modeste, son père étant gardien de nuit et l’un de ses frères travaillant comme ouvrier dans une manufacture. Elle accouche d'un enfant le 19 mai 1874, qui décède le même jour.

#### Vente deL'Écho du Canadaet bref retour dans la province de Québec
En janvier 1875, Beaugrand accorde une partie de ses parts dans L'Écho du Canada à Charles F. Richards, un imprimeur anglophone de Boston. Le journal déménage dans cette ville mais Beaugrand est de retour à Fall River dès le 10 mars. Il conserve encore des bureaux à Boston et à Lowell. Le 9 juin 1875, Beaugrand vend finalement L'Écho du Canada à son ami Louis-G.-H. Archambault et à Henri Boisseau, typographe du journal. Quatre semaines plus tard, ceux-ci le revendent à leur tour. En novembre ou décembre, le journal cesse de paraître.
Après la vente de L’Écho du Canada, Beaugrand est de retour dans la province de Québec pour l'été. Il devient administrateur-gérant au Bien public et pourra, si cela est nécessaire, agir comme rédacteur. Il est également rédacteur au Courrier de Montréal, édition hebdomadaire du Bien public, dirigé par Laurent-Olivier David et Cléophas Beausoleil.

#### Fondation deLa République
À l’automne 1875, il retourne aux États-Unis. Il s'y rend d'abord comme membre de la commission canadienne à l’Exposition universelle internationale des beaux-arts, de l’industrie, des produits du sol et des mines de Philadelphie. Une fois sa mission complétée, il ne retourne pas à Montréal. Warren affirme que c'est l'occasion pour lui de « mettre à exécution le projet qu’il caress[e] depuis si longtemps : créer aux États-Unis un journal français qui, rédigé par un Canadien, pourrait se maintenir dans une position honorable ». Le 2 octobre, La République, un hebdomadaire grand format de 32 colonnes tiré à 1000 exemplaires, est lancé. On y trouve de l'actualité, des faits divers mais aussi des historiettes et des blagues.

Il y précise ses opinions politiques et religieuses. Beaugrand se dit, en réponse au journal adversaire Le Protecteur canadien : « franc-maçon très avancé », « libéral très avancé », « admirateur enthousiaste des principes de la Révolution française et partisan de la déclaration des droits de l'homme ». Ce déiste anticlérical affirme pratiquer « ce que bon nous semble, la constitution américaine ne reconnaissant pas de religion d'État ». Pour son biographe : 
« La radicalisation de Beaugrand depuis son départ pour le Mexique, plus de dix ans auparavant, est tangible. De catholique respectueux dans L’Écho du Canada, il est devenu indépendant d’esprit en passant au Bien public et est désormais républicain à la française dans La République. Il n’a peut-être pas changé, étant resté attaché depuis sa jeunesse à l’école de Louis-Joseph Papineau, le grand tribun annexionniste et libre-penseur, mais il est certain qu’il voile moins ses opinions que par le passé. »
En décembre 1875, Beaugrand relocalise son entreprise à Lowell afin, probablement, de faire le plein d’abonnés dans une agglomération qui n’a pas encore d'organe de presse de langue française. Ce séjour est bref, car le journal est à nouveau publié à Fall River le 19 février 1876. Sa situation ayant toujours été précaire, La République doit cesser de paraître après son édition du 4 juillet 1876. Mais, le 9 septembre 1876, elle renaît, cette fois à Saint Louis, au Missouri, où s'établit pour quelque temps Beaugrand. À l’été 1877, le journal, qui n'a réussi à convaincre que 400 abonnés, doit mettre la clé sous la porte. Mais il ressurgit quelques mois plus tard, le 11 octobre 1877, à Fall River avant de disparaître définitivement le 9 mars 1878.

#### Débuts d'écrivain

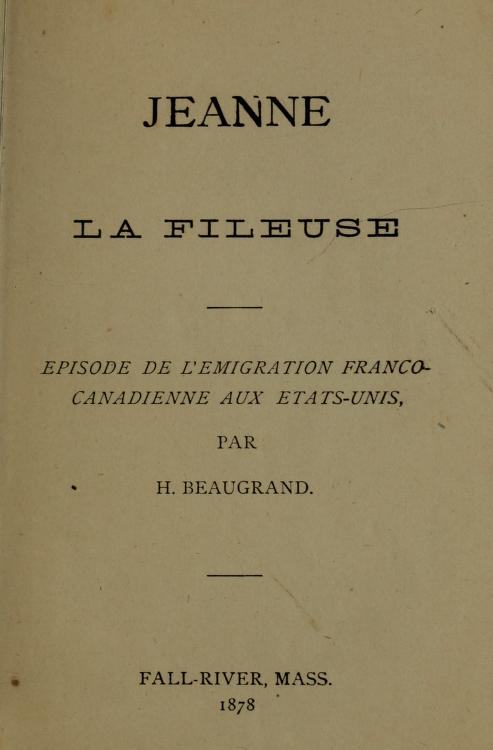
Honoré Beaugrand fait paraître Jeanne la fileuse en 1878.

C'est durant ces années passées en Nouvelle-Angleterre que débute véritablement sa carrière littéraire. Il publie de nombreux articles et quelques récits (dont « le Fantôme de l’avare » et « Anita : souvenirs de la campagne du Mexique »); mais surtout, à partir du 15 décembre 1877, les premières tranches du roman Jeanne la fileuse : épisode de l’émigration franco-canadienne aux États-Unis. Celui-ci sera publié en livre le 17 mars 1878.

### Retour définitif au Canada

#### Dans les journaux libéraux
Un mois après la disparition de La République, Beaugrand, qui a peut-être été tenté par un poste de correspondant à Paris pour le Boston Globe, revient au Canada pour de bon.
Au mois d’avril 1878, le gouvernement libéral d'Alexander Mackenzie lui propose un poste temporaire de clerc surnuméraire au Parlement fédéral, une offre qu'il accepte. Il s'occupe en même temps de la publication à Ottawa du Fédéral, un journal de tendance libérale qui commence à paraître au début de mai. Encore une fois, l'expérience s'avère de courte durée, prenant fin dès le 24 juillet suivant. On l'a en effet invité à entrer à la rédaction du National, journal des libéraux de Montréal qui a succédé, en 1872, au Pays. Parallèlement à son travail au National, Beaugrand lance un journal humoristique, Le Farceur, le 26 octobre 1878. Il comporte non seulement des charades, des aventures burlesques, des anecdotes, mais aussi des feuilletons, des historiettes et des caricatures d'Henri Julien.

#### La fondation deLa Patrie
Les conservateurs étant de retour au pouvoir, Le National ne peut plus compter sur les contrats d'impression du gouvernement. Il publie donc sa dernière édition le 22 février 1879. Les libéraux de Montréal n'ont alors plus d'organe de presse pour diffuser leurs idées. À la demande de libéraux influents, Beaugrand est invité à fonder sur-le-champ un nouveau journal. Afin de ne pas se laisser distraire dans ce projet, il vend Le Farceur. Il loue une maison située au 23, rue Saint-Gabriel, dans le Vieux-Montréal, afin d’y installer ses presses. Le nouveau journal s'appelle La Patrie, en continuité avec Le Pays et Le National. Le premier numéro de La Patrie paraît le 24 février, soit deux jours à peine après la fermeture du National. Les grandes orientations du journal demeurent les mêmes soit, comme le résume Warren : « Combattre John A. Macdonald à Ottawa, appuyer Joly à Québec ». Beaugrand ne le sait pas encore, mais ce journal sera l’œuvre de sa vie. Il sera une grande réussite commerciale et assurera sa fortune. Il acquiert même rapidement l'immeuble où se trouvent les bureaux.

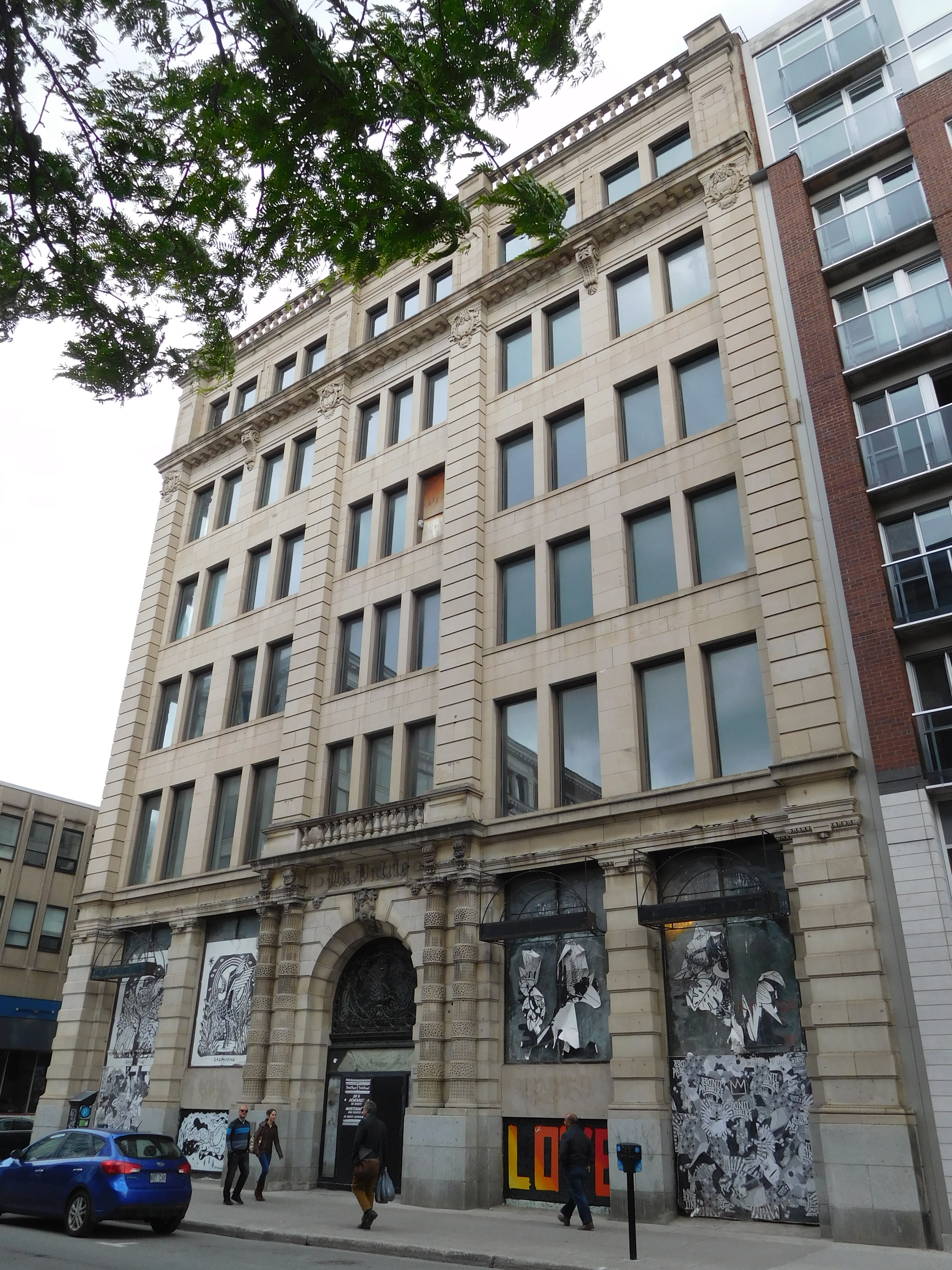
Cet édifice a abrité les bureaux de La Patrie à Montréal, au coin des rues Sainte-Catherine et Hôtel-de-Ville à partir de 1907.

Son expérience en Nouvelle-Angleterre l'a convaincu que le propriétaire d’un journal doit prendre pour modèle la presse commerciale américaine et trouver le moyen de ne plus être à la merci de mécènes, du gouvernement ou d'un parti politique. Beaugrand explique sa pensée à ce sujet: 
« Je m’efforçai, dès le commencement, d’échapper aux désagréments de cette mendicité chronique, qui était devenue proverbiale chez les éditeurs de journaux. J’administrai La Patrie en homme d’affaires, bien décidé à abandonner l’entreprise si je ne pouvais pas la faire réussir sans être continuellement à tendre la main comme un chercheur de places ou un politiqueur décavé. »
Avec ce journal, il se montre particulièrement novateur. Beaugrand a très bien compris le rôle que jouera bientôt la publicité dans les médias modernes. Warren croit qu'
« il perfectionne l’art de l’annonce afin d’en faire une de ses principales sources de revenus, aidé en cela par le travail de Rodolphe Beaugrand (1853-1909), qui agit comme directeur de la publicité et qui sera l’un des pionniers de cette science nouvelle au Canada français. Sous la direction du frère de Beaugrand, le service de la publicité en vient à accaparer la plus grosse part du budget du journal, ce qui accroît d’autant son influence au sein d’une entreprise qui est de plus en plus strictement commerciale. » 
Ces revenus tirés de la publicité seront une manne pour le journal de Beaugrand. Par ailleurs, La Patrie s'inspire, pour la présentation des journaux français et américains contemporains comme le fait remarquer Jean-Philippe Warren :
« Tout en suivant une ligne éditoriale et en offrant des articles d’opinion, le journal a pour principale qualité d’être utile et agréable. La Patrie respire cette philosophie nouvelle et fait place, chaque semaine, à un feuilleton, à un supplément musical, à de la poésie ou à un courrier de la mode, et passe en revue l’actualité locale, nationale et internationale [...]. Se voulant populaire, elle en donne au lecteur, comme on dit, pour son argent, et contribue à inventer, dans la presse canadienne-française, ''le journal à bon marché, rempli de renseignements et de nouvelles, politiques aussi bien que variées''». 
Sur le plan idéologique, Beaugrand et son journal défendent un libéralisme radical, qui correspond au vieux programme de l'Institut canadien. Bientôt, il sera entraîné dans des conflits avec les conservateurs et le clergé.
Toutefois, dans la direction de son journal, Beaugrand sait se montrer habile. Comme le dit justement Warren, « il reprend moins la lettre que l’esprit de cette conviction [libérale radicale] dans les pages de La Patrie, sachant que la survie de son journal dépend de son habileté à naviguer sur des eaux qui ne lui sont pas pour l’heure favorables. Fin stratège, Beaugrand cherche à avancer ses idées tout en évitant les foudres épiscopales. »
Entre-temps, le couple Beaugrand-Walker aura eu une fille, Estelle (1881-1918).

### Maire de Montréal (1885-1887)

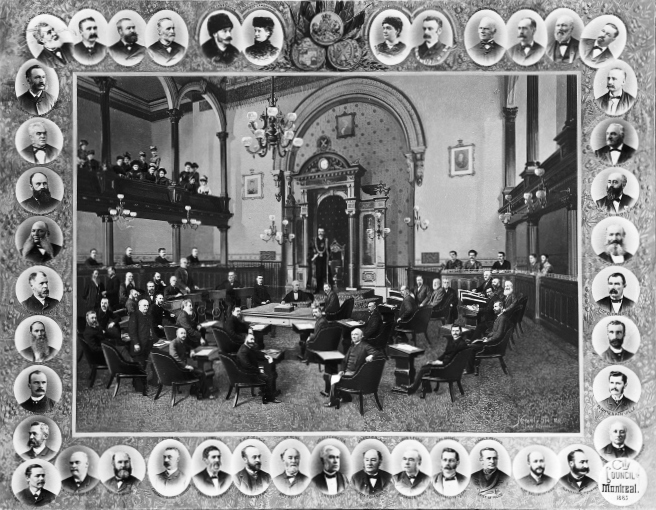
Le conseil municipal de Montréal en 1885. On aperçoit Eliza Walker, l'épouse de Beaugrand, dans un médaillon en haut à droite.

En 1885, le maire de Montréal, Jean-Louis Beaudry, cherche à obtenir un dixième mandat à la tête de la ville. Il fait cependant l'objet de nombreuses critiques. D'aucuns l'estiment trop âgé et hypothéqué par une surdité profonde qui l'empêche de suivre les séances du conseil. On reproche à son administration son manque de vision et de dynamisme. On souhaiterait un candidat plus jeune. Certains avancent le nom d'Honoré Beaugrand, homme d'affaires dynamique et progressiste. Parfaitement bilingue, ayant vécu aux États-Unis, sa femme étant protestante, tout cela joue en sa faveur dans le milieu anglo-protestant montréalais. Prié de poser sa candidature, il accepte. S'il est élu, il deviendra, à trente-six ans, le plus jeune maire de Montréal. Beaugrand affirme ne pas être hostile au maire. Il insiste toutefois sur le fait qu'un renouveau est nécessaire.

Dans La Patrie du 14 février 1885, en même temps que les noms de ses supporteurs, on peut lire une courte déclaration qui fait office de programme :
« Le candidat promet d’être économe, de réduire les taxes municipales, de combattre les monopoles, d’améliorer l’état sanitaire de la ville afin d’éviter les épidémies, de nettoyer les rues, d’améliorer le réseau de voirie, d’agir honnêtement, de servir le bien commun et de gérer la ville sans préjugés. » 
Il promet en particulier de s’attaquer au patronage et au clientélisme : « Je suis dégoûté depuis longtemps du système qui consiste à donner des emplois pour des services politiques et autres rendus aux candidats, sans avoir égard au mérite des aspirants. Ce système qui a prévalu depuis trop longtemps est contraire aux intérêts publics et devrait disparaître au plus tôt. » Beaugrand est élu maire de Montréal le 2 mars. Le vote est extrêmement polarisé du point de vue linguistique. Les quartiers catholiques et français se sont rangés derrière Beaudry; les quartiers anglophones et protestants ont appuyé Beaugrand. Les conservateurs canadiens-français sont sonnés par son élection et lui reprocheront d'être le « maire des Anglais » tandis que La Minerve s'exclamera que « Le drapeau rouge flotte sur l'hôtel de ville ».

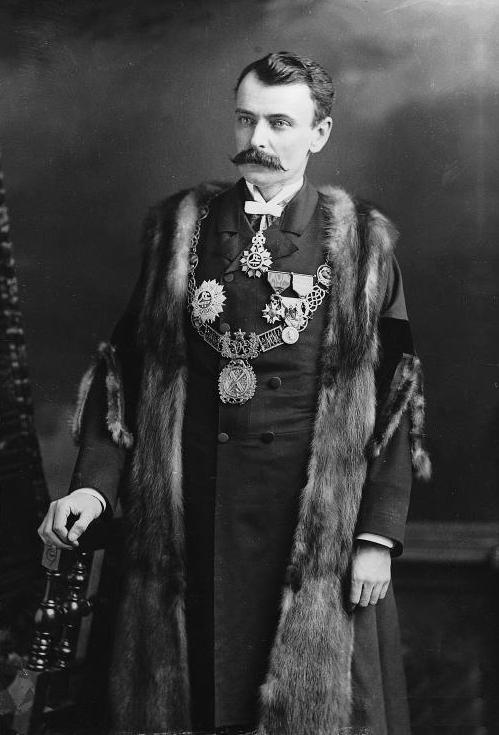
Honoré Beaugrand, maire de Montréal, en 1887.

En tant que maire, Beaugrand entend favoriser la prospérité et le rayonnement de la ville. Le francophile qu'il est met au premier plan les relations avec la France. Le 6 juillet 1885, il est récompensé de la croix de chevalier de l’Ordre national de la Légion d’honneur. Warren souligne que « Le Cercle national français, dont il est président d’honneur, est ainsi créé à l’été 1885 afin d’intéresser la France aux progrès de la colonie française à Montréal et de s’occuper notamment de la question de l’immigration française au Canada. L’année suivante, la Chambre de commerce française de Montréal sera fondée afin d’œuvrer aux mêmes buts. » 
Beaugrand souhaite également mettre en œuvre une politique progressiste sur le plan de l'administration et des infrastructures : réforme de la présentation du budget, embellissement des rues, amélioration de l’efficacité des services de canalisation d’eau et des incendies, développement de l’éclairage et amélioration des traversiers.
Le maire Beaugrand est aussi grandement préoccupé par la question de l’hygiène publique. Montréal, à cette époque, est insalubre. Il entreprend donc aussitôt de rénover le département d’hygiène. Il est plus que temps, selon lui, de moderniser les mesures sanitaires et prophylactiques de Montréal. Un événement allait bientôt démontrer la justesse de ses politiques. Une épidémie de variole s'abat en effet sur la métropole de la province.

#### L'épidémie de variole de 1885
Une importante épidémie de variole a en effet commencé à frapper Montréal en février précédent (1885). La question devient vite fort préoccupante, le Comité de santé de Montréal est débordé et les affaires stagnent. Les journaux anglophones donnent bientôt des exemples de lieux insalubres, qui se trouvent surtout des quartiers habités par des Canadiens français. Certains, comme Richard White, propriétaire de The Gazette, et Hugh Graham, du Montreal Daily Star, réclament des mesures coercitives comme l'isolement des malades et la vaccination obligatoire. Le ton monte dans les journaux anglophones, qui dénoncent ceux qui préfèrent « mourir dans leur crasse et [dans] leurs conditions sordides plutôt que de croire à un remède qui va à l’encontre de leurs traditions ».
De son côté, la presse francophone parle d'abord très peu de la variole, puis commence à dénoncer les mauvaises conditions dans les hôpitaux, dont à l'Hôpital Saint-Roch, et les mesures autoritaires, qui sont perçues comme le résultat de préjugés à l'égard des Canadiens français. Plusieurs ne sont pas loin de penser que c'est même là un complot organisé par les Anglais afin de les éliminer. À l'été, de grands rassemblements ont lieu à Montréal malgré l'épidémie, dont un pour s'opposer à l'exécution de Louis Riel ou encore pour célébrer les funérailles de l’ancien évêque Ignace Bourget.
La variole continue de faire des ravages parmi la population. Des dizaines de personnes en meurent chaque jour. Le 2 septembre, un article du Montreal Herald pointe directement du doigt les Canadiens français dans la propagation de l'épidémie. Beaugrand essaie de ménager la chèvre et le chou entre les francophones et les anglophones. Son discours continue de prôner la sensibilisation à l'égard de la vaccination. Le conseil municipal adopte toutefois plusieurs résolutions : la vaccination sera intensifiée, les médecins pourront se faire escorter par la police, les rues seront rigoureusement nettoyées, les malades qui choisiront de rester à la maison devront absolument se placer en quarantaine et un hôpital sera aménagé.
Le 28 septembre, des gens opposés à la vaccination obligatoire se rassemblent au Bureau de santé du faubourg de l'Est. Ils y brisent des vitres, des portes, arrachent le comptoir. La police arrive et le chef, Hercule Paradis, est blessé. Environ 1000 personnes se rendent ensuite à l'hôtel de ville où des vitres sont aussi brisées. Beaugrand, malade, s'y rend. Ayant préalablement pris soin de laisser sa femme armée à la maison, il demande à la milice et à la police du port de venir en renfort à la police municipale.

La foule va chahuter le Montreal Herald et le Star. Encore une fois, des vitres sont brisées. Des affiches sont arrachées. Certains ciblent les maisons et les pharmacies de médecins vaccinateurs - dont celles du Dr F. X. Archambault, du Dr Casgrain, du Dr L. R. Baridon et du Dr Laporte -, y brisent les vitres et brandissent des menaces. 

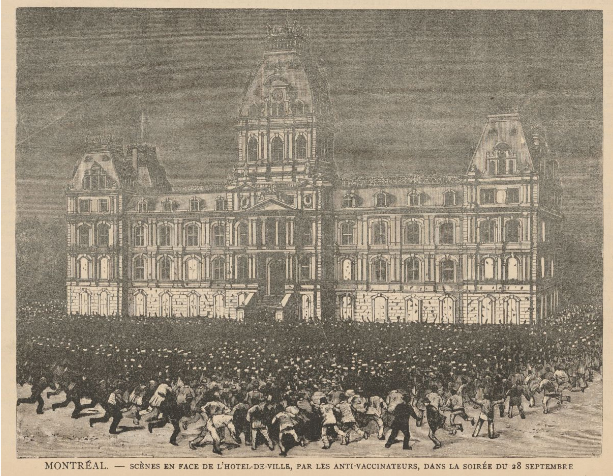
L'émeute du 28 septembre 1885. Des centaines de personnes se rassemblent devant l'hôtel de ville de Montréal.

Dans les jours suivants, des rumeurs circulent d'un côté comme de l'autre. Le Herald rapporte les propos d'un citoyen: « S'ils nous forcent à nous faire empoisonner par le vaccin, nous brûlerons la ville. À bas le maire Beaugrand! » Des manifestations isolées reprennent. Honoré Beaugrand, appuyé par la presse anglophone, accepte d'imposer l'isolement des malades et la vaccination. Le maire reçoit des menaces de mort, une milice est postée devant sa maison. La police doit désormais accompagner chaque médecin vaccinateur.

Tout en encourageant encore la sensibilisation, Beaugrand se dit : « déterminé à éradiquer cette maladie et à utiliser toute la force nécessaire. » Des armes sont remises à la police sanitaire, les miliciens sont convoqués et les soldats gardent certains édifices. 

L'incident de la ruelle Rolland.

Au début du mois de novembre, des employés du Bureau de santé ont maille à partir avec certains résidents de la ruelle Rolland, en particulier avec Élie Gagnon. Il refuse à trois reprises que l'un de ses enfants malades soit emmené à l'hôpital. Brandissant une arme, il prodigue des menaces aux agents. Le 4 novembre, la police le jette dans une voiture. Des coups de feu sont tirés par l'aîné, la femme crie et pleure, la porte de la maison est défoncée. L’adolescent est menotté tandis que trois jeunes enfants sont mis dans une ambulance. Des résidents aperçoivent Beaugrand assister en personne à toute la scène. Au lendemain de cet incident, les moyens brutaux et la violence utilisés par le maire Beaugrand sont vivement dénoncés.
Le maire franc-maçon et anticlérical est contraint de solliciter l'appui de l'Évêché. Mgr Édouard-Charles Fabre accepte de faire lire au prône une note engageant les fidèles à se laisser vacciner et une circulaire du Bureau de santé expliquant le caractère inoffensif du vaccin. Pour donner l'exemple, il se même fait vacciner à deux reprises.
Dans les mois suivants, l'épidémie de variole est en déclin. Au total, à Montréal, 3 234 personnes en seront mortes, dont environ 90 % sont des Canadiens français.

#### L'affaire Riel
Le climat social et politique est exacerbé entre-temps par l'affaire Riel. Plus tôt dans l'année, la révolte de Louis Riel, des Métis et des Autochtones des Prairies a été écrasée par l'armée. Le meneur, accusé de haute trahison, est maintenant condamné à la pendaison.

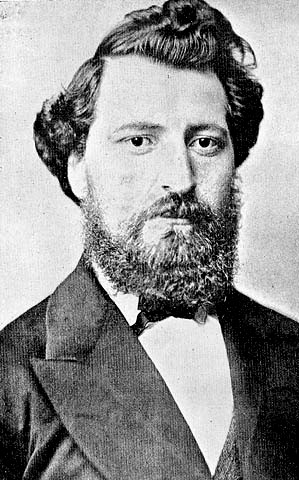
Louis Riel en 1885.

Dans la province de Québec, plus les semaines passent, plus la campagne en faveur de Riel s'amplifie autour de la nationalité française. Le 22 octobre 1885, son pourvoi est rejeté. Le comité de défense de Louis Riel réclame maintenant un examen mental par une commission de médecins. Il obtient un autre sursis jusqu'au 10 novembre. Au Québec, les journaux anglais sont furibonds alors que L'Étendard et La Presse se portent à la défense de Riel.

Après une ultime démarche de Joseph-Adolphe Chapleau, Louis Riel est pendu le 16 novembre sur décision du conseil des ministres conservateurs d'Ottawa. L'indignation est générale au Québec. Quand la nouvelle se rend à Montréal, les gens sont scandalisés et se rassemblent pour protester. Le 22 novembre, une assemblée publique réunissant 40 000 personnes, venues entendre Honoré Mercier et Wilfrid Laurier, se tient au Champ-de-Mars. Honoré Beaugrand devait aussi y prononcer un discours, mais il est en empêché par la maladie. Une lettre est toutefois lue à la foule :
« Bien que mes idées, à ce sujet [l’exécution de Riel], soient bien connues des lecteurs de La Patrie, je veux cependant joindre ma voix à celles de tous les patriotes qui se réunissent, sans distinction de partis politiques, pour protester, au nom de la justice et de l’humanité, contre l’attentat que Sir John et ses collègues ont commis pour se rendre au désir de quelques fanatiques. Il fallait à ces gens-là une large tache de sang pour essayer de couvrir les iniquités d’un gouvernement coupable. »
Dans les jours suivants, Beaugrand continue de se montrer outré par l'exécution de Riel. Il va même jusqu'à appuyer, au cours d'une assemblée libérale, une résolution voulant que l'Acte de l'Amérique du Nord britannique soit réformé de façon à empêcher que le gouvernement fédéral s'immisce de telle manière dans les affaires provinciales.

### Dernières années

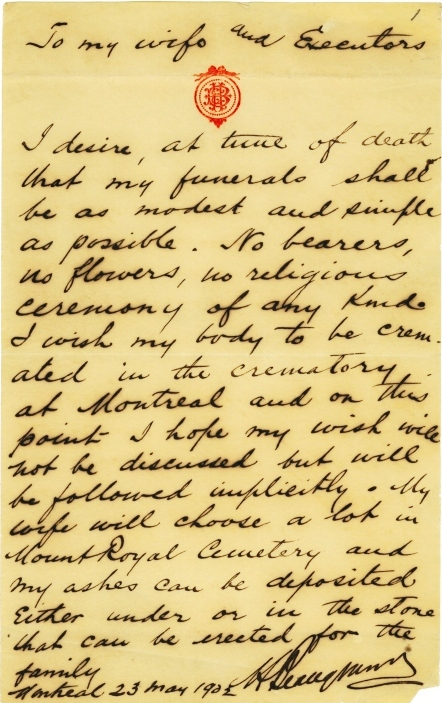
Les dernières volontés d'Honoré Beaugrand.

Même si Honoré Beaugrand a perdu des partisans dans l'affaire de la vaccination, elle lui a valu le soutien des milieux d'affaires anglophones, contents qu'il ait agit prestement. Dès le début de 1886, il reçoit des témoignages de soutien. Ils sont 5 000 signataires à appuyer sa réélection à la mairie. Beaugrand se représente. En février 1886, il l'emporte par une majorité de 2 000 voix et dans trois des quatre quartiers francophones. Comme le souligne Warren, il s'agit de « la plus forte accordée jusque-là à un candidat dans l’histoire des élections montréalaises. »  
Contrairement à 1885, l'année sera ensuite plutôt tranquille. L'heure est à la reprise économique et à la gestion municipale. Une nouvelle génération d'hommes d'affaires canadiens-français s'affirme et songe à créer une Chambre de commerce francophone, distincte du Board of Trade, ce qui se réalisera l'année suivante.

Le 29 décembre 1896, Beaugrand fait savoir publiquement qu'il souhaite se présenter aux élections provinciales dans le comté de Saint-Louis. Or, cela ne se concrétisera pas. De plus, Beaugrand est toutefois contraint d'abandonner la mairie en 1887 à la suite d'une grave crise d'asthme. Lors d'un banquet en mars, il dira : 
« J’ai essayé dans l’administration des affaires publiques d’oublier les différences du passé pour ne me rappeler que des patriotiques nécessités du présent. J’ai essayé dans la limite de mes faibles forces de faire comprendre à mes concitoyens anglais que, dans l’accomplissement de mes devoirs publics, j’oubliais mon origine pour ne me rappeler que d’une chose : que j’étais un Canadien et que j’administrais les affaires de la plus grande cité du Canada. »  
Beaugrand continue de mener la vie d’un grand bourgeois montréalais. Il partage son temps entre les voyages, l'écriture, les conférences et l'animation de sociétés culturelles (Alliance française, Société des traditions populaires, Canadian Folklore Society).
Il commence à être désabusé de la politique partisane. Il écrit ainsi en 1889 « cette gueuse de politique qui nous fait [...] faire tant de bassesses et dire tant de choses que nous aurions honte de signer de nos vrais noms, ou de répéter de vive voix une conversation particulière ». Le directeur de La Patrie entre de plus en plus en conflit publiquement avec Honoré Mercier et la coalition nationale. Le 1er mai 1890, Beaugrand annonce qu'il sera candidat aux prochaines élections provinciales dans le comté de Saint-Louis. Il ne remporte toutefois pas l'investiture au Parti libéral.
Entre-temps, Beaugrand retourne à la littérature et multiplie les textes et les nouvelles éditions de ses ouvrages. Il publie ainsi entre autres un article sur la défense des Canadiens français (1889), fait paraître une nouvelle édition de Jeanne la fileuse, publie « La chasse-galerie, conte du jour de l'an » dans La Patrie (31 décembre 1891), qu'il traduit aussitôt en anglais (1892) avant de réaliser une édition de luxe (La Chasse-galerie : légendes canadiennes, 1900). Il s'intéresse également au folklore et à l'ethnologie autochtone et publie des études sur ces sujets.
Franc-maçon, il participe en 1896 à la fondation de la loge montréalaise L’Émancipation, affiliée au Grand Orient de France. Il demeure propriétaire de La Patrie jusqu’en 1897, alors qu'il est acheté par Israël Tarte, ministre dans le gouvernement libéral de Wilfrid Laurier. Après la vente, Beaugrand part aussitôt en France, où il séjourne quelque temps.

Très affaibli dans les dernières années par les multiples crises d'asthme, Beaugrand s'éloigne de la politique et de son parti. En 1905, il apparaît de plus en plus désillusionné : 
« Je me fais âgé, j’ai bientôt 58 ans. Le Parti libéral avait été mon rêve, mon idole dès mon enfance […]. Je suis comme ces vieux amoureux qui rencontrent parfois les femmes qui ont fait battre leurs cœurs à vingt ans et qui se retournent pour constater qu’elles ont bien vieilli, lorsqu’elles ne sont pas mortes, et qu’elles paraissent avoir oublié les aspirations d’autrefois. »  

### Décès

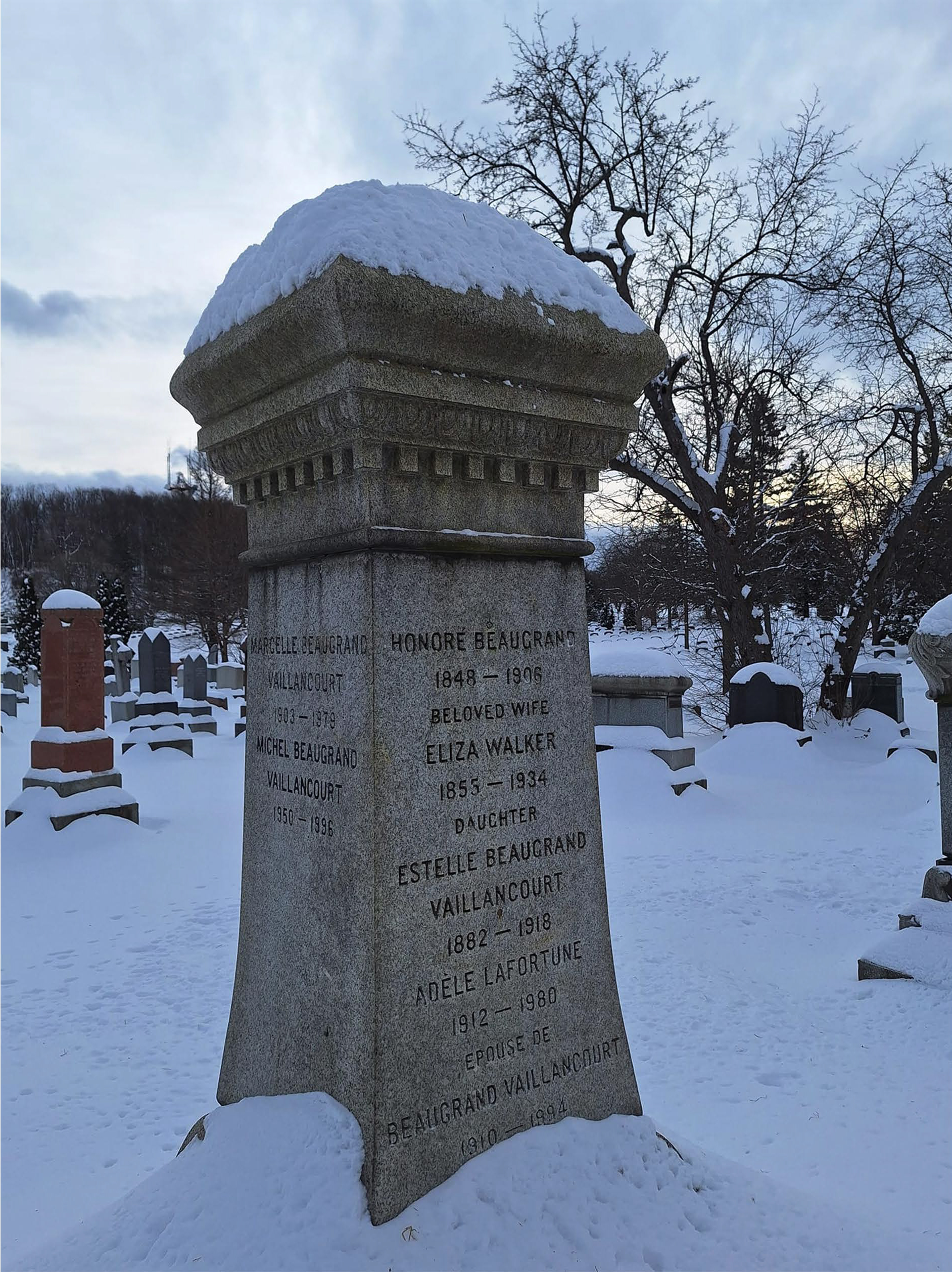
Honoré Beaugrand est inhumé au Cimetière Mont-Royal. Sa pierre tombale, située sur son lot familial (F1520), mentionne son nom, les noms de son épouse et de quelques descendants.

Beaugrand aura été affecté tout au long de sa vie par de sérieux problèmes de santé, surtout par l'asthme, qui l'ont forcé à chercher refuge sous des cieux plus cléments et des climats plus favorables. En octobre 1906, Mgr Paul Bruchési le confesse et lui administre même l’extrême-onction. Dans un sursaut de lucidité, encore très attaché à ses valeurs, il fait promettre à son épouse de le laisser mourir sans les derniers sacrements ou un quelconque secours de la religion, à l'exemple de ses modèles Louis-Joseph Papineau, Joseph Guibord et Joseph Doutre.
Honoré Beaugrand décède finalement le 7 octobre 1906 à sa résidence située au 424, avenue Metcalfe. En conformité avec ses volontés, il est incinéré, sans cérémonie religieuse, et ses cendres ont été enterrées au cimetière Mont-Royal à Montréal dans la section F3.

François Ricard résumera ainsi le parcours d'Honoré Beaugrand : 
« Sa vie, dès l'adolescence et jusqu'aux dernières années, n'est que ruptures, voyages, mobilité incessante, comme s'il voulait parcourir et mesurer tout l'espace de son époque. [...] Sur le plan idéologique, la même fébrilité l'entraîne vers des positions de plus en plus audacieuses : défense des émigrés franco-américains contre leurs dénigreurs aussi bien canadiens qu'américains, annexionnisme, anticléricalisme, vénération pour la France de la IIIe République, athéisme ou déisme en religion, républicanisme et libéralisme radical en politique. Combattant fougueux, il souscrit aux causes les plus avancées : pour le droit d'incinérer les défunts, pour la vaccination obligatoire contre la variole, pour l'enseignement universel et laïque, contre l'intervention des prêtres en politique ». 

## Anniversaire de commémoration

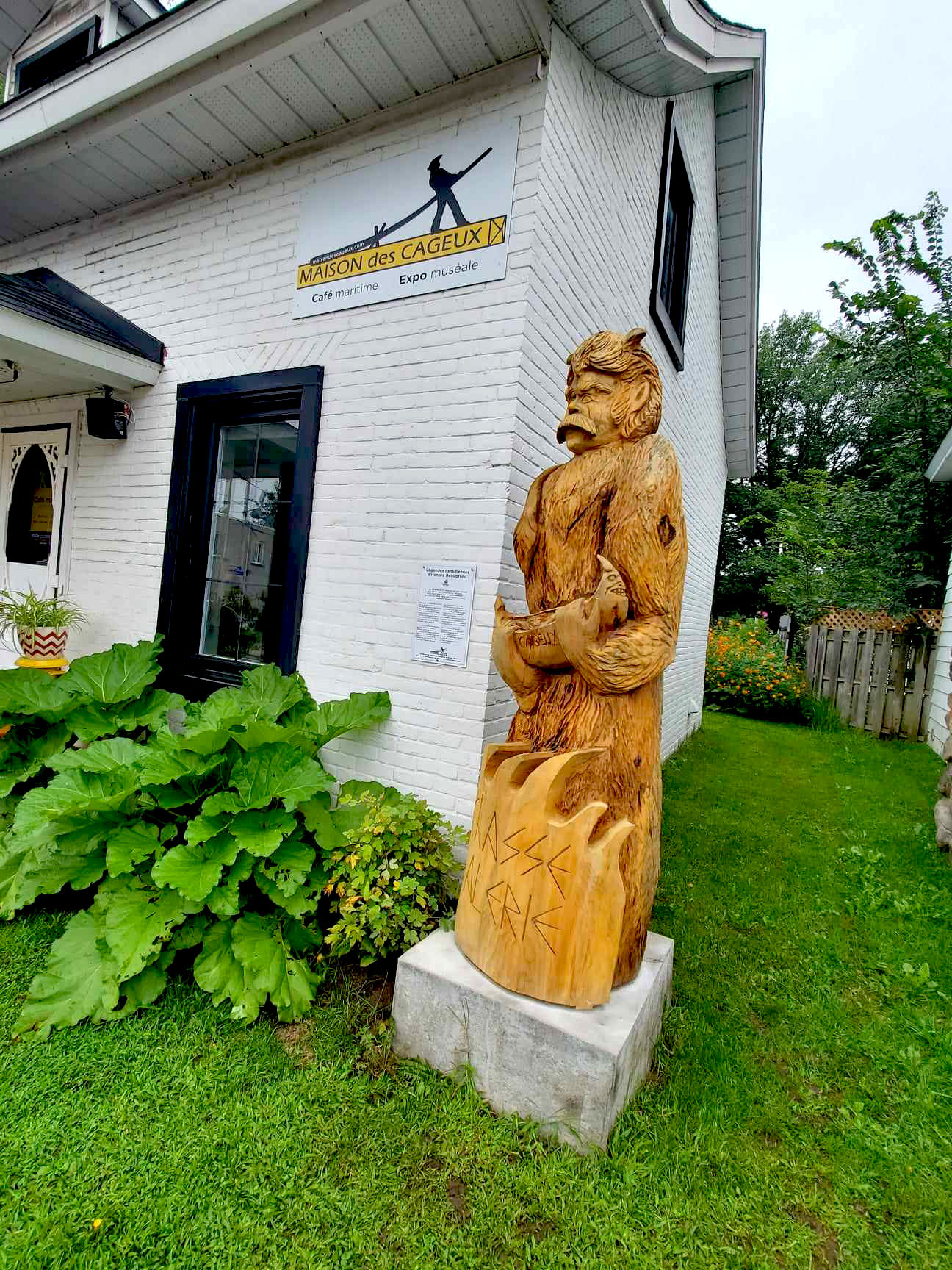
Sculpture inaugurée pour le anniversaire de naissance d’Honoré Beaugrand à Lanoraie.

Dans le cadre du 175e anniversaire de naissance d'Honoré Beaugrand en 2023, une sculpture en bois massif a été inaugurée à Lanoraie. Le haut-relief intitulé englobe trois récits beaugrandiens survenant à l’ère homérique des cageux : La chasse-galerie, La bête à grand’ queue et Le loup-garou (tous tirés du livre La chasse-galerie et autres légendes canadiennes).

## Œuvres
Honoré Beaugrand est l'auteur d'un grand nombre d'articles parus dans les journaux au Canada et aux États-Unis. Il a également publié un roman, un recueil de contes, des conférences et des récits de voyage.
- Anita : souvenirs d'un contre-guérillas, récit de voyage, 1874.
- Jeanne la fileuse : épisode de l'émigration franco-canadienne aux États-Unis, roman, 1878.
- De Montréal à Victoria par le transcontinental canadien, conférence, 1887.
- Mélanges, trois conférences, 1888.
- Lettres de voyage : France, Italie, Sicile, Malte, Tunisie, Algérie, Espagne, récit de voyage, 1889.
- Six mois dans les Montagnes-Rocheuses : Colorado, Utah, Nouveau-Mexique, récit de voyage, 1890.
- La Chasse-galerie, recueil de contes, 1900.

## Citations
« En 1895, dans le Paris républicain, lors d’un banquet, Honoré Beaugrand, ex-maire de Montréal et directeur d’un grand quotidien de cette ville, La Patrie, célèbre la France, mère patrie des Canadiens français. L’ambassadeur de Grande-Bretagne lui demande en souriant ce qu’il fait de l’Angleterre. Beaugrand lui répond : “ C’est ma belle-mère. ” » — Michel Lapierre.

## Hommages
- Une station du métro de Montréal, la station Honoré-Beaugrand, de même que quelques rues ont été nommées en son honneur, dont une à Montréal, une à Lanoraie et une à Saint-Augustin-de-Desmaures[86].

### Éditions de l’œuvre
Le recueil de contes La Chasse-galerie a fait l'objet de plusieurs éditions depuis sa première parution en 1900 chez Beauchemin avec des illustrations d'Henri Julien et de Raoul Barré. Voici quelques-unes des éditions les plus récentes :
- La Chasse-galerie et autres récits, Montréal, Presses de l’Université de Montréal, coll. « Bibliothèque du nouveau monde », 1989, 364 p.  (ISBN 978-2-760-61507-6) — Édition critique par François Ricard En ligne
- La Chasse-galerie, préface de François Ricard, Montréal, Éditions BQ, 1991, (réédition 1995), 105 p.  (ISBN 978-2-89406-060-5)
- La Chasse-galerie et autres récits, Montréal, Édition du Boréal, coll. « Boréal compact » no 39, 2002, 184 p.  (ISBN 978-2-764-60179-2) — Texte conforme à l'édition de 1900, avec une postface, une chronologie et une bibliographie de François Ricard.
- La Chasse-galerie, Montréal, Fides, 2015, 90 p.  (ISBN 978-2-762-13966-2)

### Ouvrages, articles, thèses
- «Honoré Beaugrand (1848-1906)», dans Yvan Lamonde et Sophie Montreuil (dir.), Lire au Québec au XIXe siècle, Montréal, Fides, 2003.
- Pierre Bance, Beaugrand et son temps, thèse de doctorat, Université d’Ottawa, 1964.
- Jean-François Chassay, « Le progrès en question. Beaugrand et Simon face aux États-Unis », Voix et Images, vol. 24, no 1 (70), 1998, p. 168-179.
- Laurent Laplante, « Honoré Beaugrand : soldat, émigré, conteur, républicain, maire, éditeur… », Nuit blanche, magazine littéraire, no 142, 2016, p. 17-19.
- Maurice Poteet, « Notre premier roman bourgeois ? », Voix et Images, vol. 6, no 2, 1981, p. 327-331.
- François Ricard, « BEAUGRAND, HONORÉ », dans Dictionnaire biographique du Canada, vol. 13, Université Laval/University of Toronto, 1994.
- Adrien Thério, « Un journaliste qui devient conteur et romancier : honoré Beaugrand père de Jeanne la Fileuse », Lettres québécoises : la revue de l'actualité littéraire, no 20, 1980-1981, p. 94-96.
- Léon Trépanier, « Figures de maires - Un soldat de Napoléon III, maire de Montréal », dans Les Cahiers des Dix, no 20,1955, p. 160-165.
- Jean-Philippe Warren, «Honoré Beaugrand (1848-1906)», fondationlionelgroulx.org, novembre 2016.
- Jean-Philippe Warren, Honoré Beaugrand. La plume et l'épée (1848-1906), Montréal, Éditions du Boréal, 2015, 536 p.

### Autres
- Jean-François Nadeau, « Honoré Beaugrand, le libre penseur », à l'émission Le 15-18, Radio-Canada, 9 mars 2016.
- «Dossier sur Honoré Beaugrand», dans L'Encyclopédie de l'Agora, 2012.
- Léon Trépanier, «Honoré Beaugrand à l'hôtel de ville », Radio-Canada, 9 novembre 1948, 13 min 12 s.